# Jan V de Baenst
Jan V de Baenst (ca. 1470-1534/1535) was een Vlaams edelman en politicus

## Levensloop
Jan de Baenst, zoon van Jan IV de Baenst en Gertrude de Berlettes, was heer van Sint-Joris, Oostkerke, Zotschore en de Walschen te Beernem. In 1524 deed hij leenhulde voor de aangekochte heerlijkheid van Tillegem. Hij was de schuldeiser van de heer van Tillegem, kanunnik Jan Pinnock, die hem niet kon terugbetalen. De Baenst zette dan ook een procedure in van gedwongen verkoop, en in juli 1523 werd hij eigenaar van de heerlijkheid. 
Zoals zijn voorvaders speelde Jan V een rol in het Brugse politieke leven. In 1493 was hij kapitein van de Bruggelingen voor het beleg van Doornik. Hij werd burgemeester van de raadsleden in 1509-1510 en 1512-1513.

## Gezin
Hij trouwde met Margaretha (of Adriana) van Borsele (†1534), dochter van de bastaard Paul van Borsele, heer van Latredal. Ze gaf hem twee kinderen:
- Jan VI de Baenst, heer van Oostkerke, die trouwde met Anna van Oostende (†1572), dochter van Jan van Oostende en Catharina Van den Daele, dochter van Gerard van den Daele. Die zoon sneuvelde in 1524 tijdens de oorlog gevoerd tegen Gelderland. Met hem kwam de lange lijn van opeenvolgende Jan de Baentsen tot een einde.
- Margaretha de Baenst trouwde met Bernard Estor (Esdoren) en ze hadden een zoon Jan en een dochter Elisabeth die huwde met Cornelius van der Eycken. Na de dood van hun vader Bernard hertrouwde ze met Simon van Halewyn, die schout van Brugge was en in 1538 overleed.

Na de dood van zijn eerste vrouw, kort voor zijn eigen dood, hertrouwde Jan V de Baenst met Catharina van den Dale (†1554/55), weduwe van ridder Jan van Oostende (Zeeland), de schoonmoeder van zijn overleden zoon. Dit huwelijk had geen kinderen. Toen hij stierf op 22 maart 1534 of 1535 werd Jan V begraven in het midden van het koor in de kerk van Beernem.

## Drama's
Kort na de dood van Jan V begonnen de vijandelijkheden tussen Catharina van den Dale die de helft van de heerlijkheid Tillegem opeiste en Margaretha de Baenst die niets wilde afstaan. Het werd een jarenlange aanslepende rechterlijke procedure. De Grote Raad van Mechelen kende in 1539 de helft van de heerlijkheid aan Catharina toe, maar Margaretha weigerde en procedeerde verder. In 1543 werd echter haar tegeneis afgewezen.
Toen kwam het grootste drama. Margaretha de Baenst en haar zoon Jan Estor werden beschuldigd van ketterij. Ze werden in Brussel ter dood veroordeeld en op 5 december 1547 in het kasteel van Vilvoorde gehalsrecht. De raad van Brabant sprak de volledige confiscatie uit van haar goederen, onder meer de helft van de heerlijkheid Tillegem en de heerlijkheden Sint-Joris, Beernem en Zotschore. In 1549 werd alles publiek verkocht. De helft van Tillegem werd aangekocht door Jan van Poucke (†1563), die getrouwd was met de weduwe van Jan VI de Baenst, Anna van Oistende. Haar moeder verkocht de helft die ze met een proces had afgedwongen, eveneens aan hem. Haar schoonzoon en haar dochter werden aldus de nieuwe heer en vrouw van Tillegem.
Catharina van den Dale werd begraven bij de Karmelitessen in Brugge.